# Cocohital Dos
Cocohital Dos är en ort i Mexiko.   Den ligger i kommunen Comalcalco och delstaten Tabasco, i den sydöstra delen av landet, 600 km öster om huvudstaden Mexico City. Cocohital Dos ligger 9 meter över havet och antalet invånare är 121.
Terrängen runt Cocohital Dos är mycket platt. Runt Cocohital Dos är det ganska tätbefolkat, med 207 invånare per kvadratkilometer. Närmaste större samhälle är Comalcalco, 17,0 km sydost om Cocohital Dos. Trakten runt Cocohital Dos består huvudsakligen av våtmarker.